# Joseph Burkart
Hermann Joseph Burkart (* 12. Mai 1798 in Bonn; † 4. November 1874 ebenda) war ein deutscher Bergrat und Forschungsreisender.

## Leben

### Familie
Joseph Burkart war seit dem 16. September 1835 mit Johanna (geb. Forstheim) verheiratet; gemeinsam hatten sie mehrere Kinder, von denen ihn drei überlebten. Seine Tochter Agnes († 1884) war mit dem Musikwissenschaftler Hermann Deiters verheiratet.

### Ausbildung
Joseph Burkart besuchte das Lyzeum (heute: Beethoven-Gymnasium) in Bonn, das nach französischem Vorbild eingerichtet worden war. Nach der Vertreibung der Franzosen aus dem Rheinland Ende 1813 und durch die Flucht der Lehrer, wurde das Lyzeum aufgelöst, und er beendete seine Schulbildung durch Privatunterricht und eigenes Studium.
Nachdem am 1. Januar 1816 ein Oberbergamt in Bonn eingerichtet worden war und ein Aufschwung im Bergbau zu erwarten war, interessierte er sich, gemeinsam mit seinem Freund Friedrich von Gerolt, später Gesandter in Washington, für eine bergmännische Laufbahn. Er erhielt seit dem 14. August 1816 seine erste praktische Ausbildung in den Bergwerken von Saarbrücken. Nachdem er im darauffolgenden Jahr am 17. Oktober 1817 sein Examen bestanden hatte, leistete er in Köln beim 25. Infanterie-Regiment seinen Militärdienst und setzte anschließend seine Ausbildung im Bergamtsbezirk Siegen fort, bis er im Wintersemester 1819 sein Studium an der Universität Bonn begann. Während des Studiums hörte er unter anderem Vorlesungen bei Karl Dietrich von Münchow und Karl Gustav Bischof;  besonders begeisterten ihn jedoch die Vorträge über Geognosie von Jacob Nöggerath, mit dem er später  befreundet war. Die Universitätsferien nutzte er, um in den Harz, zu den Steinkohlebergwerken an der Ruhr, zur Saline Königsborn und zu den Bergrevieren von Meschede und Brilon zu reisen und sich weiterzubilden.
Von 1821 bis 1822 besuchte er die Bergschule in Freiberg und reiste nach deren Abschluss nach Schlesien und studierte die dortigen Berg- und Hüttenwerke, bevor er Ende 1822 wieder nach Bonn zurückkehrte.

### Werdegang
Nachdem er das Staatsexamen bestanden hatte, erhielt er den Auftrag der geognostischen Durchforschung des Kreises Kreuznach; die Ergebnisse seiner wissenschaftlichen Arbeit wurden mit seiner Schrift Geognistische Skizze der Gebirgsbildungen des Kreises Creuznach und einiger angrenzenden Gegenden der ehemaligen Pfalz in das Sammelwerk Das Gebirge in Rheinland-Westphalen, nach mineralogischem und chemischem Bezuge von Jacob Nöggerath aufgenommen.
Obwohl er bereits am 26. August 1824 zum Bergamtssekretär in Düren ernannt worden war, schied er am 4. Februar 1825 auf eigenen Wunsch aus dem Staatsdienst aus, um die technische Direktion bei einem englisch-mexikanischen Bergbauunternehmen bei Tlalpujahua in Mexiko bei der Ausbeutung von Silbergruben und später bei der Bolannos-Compagnie für Veda Grande zu übernehmen. Während der dortigen achtjährigen praktischen Tätigkeit betrieb er auch weiterhin wissenschaftliche Studien, die er in den Fachzeitschriften bei Carl Karsten publizierte.
Während eines Heimaturlaubs entschied er sich 1834 wieder in der Heimat zu bleiben. Nachdem er erneut in den Staatsdienst eingetreten war, wurde er am 30. April 1837 Oberbergamtssekretär in Bonn, am 4. April 1843 Assessor und erhielt am 2. Januar 1858 den Charakter als Geheimer Bergrat.
1864 wurde er von der französischen Regierung gebeten, einer wissenschaftlichen Kommission für Mexiko beizutreten.
Krankheitsbedingt schied er 1867, mit der Auszeichnung eines Ehrenmitgliedes des Oberbergamtes, mit der Berechtigung weiterhin an den Sitzungen teilnehmen zu dürfen, aus dem Staatsdienst aus und betrieb bis zu seinem Tod weiterhin wissenschaftliche Arbeiten.
Er tauschte sich wissenschaftlich mit dem Gründer des Geologischen Instituts von Mexiko, Antonio del Castillo (1820–1895), aus und machte dadurch viele neue Mineralien bekannt.

### Schriftstellerisches und wissenschaftliches Wirken
Nach seiner Rückkehr 1834 nach Bonn veröffentlichte Joseph Burkart 1836 eine zweibändige wissenschaftliche Schrift zu seinem Mexiko-Aufenthalt, aufgrund derer ihm die Philosophische Fakultät der Universität Heidelberg am 13. Juli 1836 einen Doktortitel verlieh. 1839 veröffentlichte er eine zweibändige Übersetzung der 1838 erschienenen Schrift The wonders of geology; or, A familiar exposition of geological phenomena von Gideon Mantell.
Weiterhin veröffentlichte er zahlreiche größere und kleinere Abhandlungen und Aufsätze in verschiedenen Fachzeitschriften und war unter anderem ein langjähriger Mitarbeiter des Neuen Jahrbuch für Mineralogie, Geologie und Paläontologie.

## Mitgliedschaft
- Joseph Burkart war Sektions-Direktor für Mineralogie des Naturhistorischen Vereins der Rheinlande und Westfalens, den er auch mitbegründet hatte.

## Ehrungen und Auszeichnungen
- 1867 erhielt er anlässlich seines Ausscheidens aus dem Staatsdienst den Roten Adlerorden 2. Klasse mit Eichenlaub.

## Schriften (Auswahl)
- De monstro humano notabili. Friburgi Brisgoviae, in Bibliopolio Herderiano, 1825.
- Besteigung des Vulkans Popocatepetl in den vereinigten Staaten von Mexico: mitgetheilt in einer Beilage zu der in Mexico erscheinenden Zeitung el Sol No. 1432, vom 8. Mai 1827. 1827.
- Description du filon et des mines de Veta-Grande, près de la ville de Zacatecas, dans l'État du même nom, au Mexique. Paris: Impr. de Fain, 1835.
- Aufenthalt und Reisen in Mexico in den Jahren 1825 bis 1834: Bemerkungen über Land, Produkte, Leben und Sitten der Einwohner und Beobachtungen aus dem Gebiete der Mineralogie, Geognosie, Bergbaukunde, Meteorologie, Geographie etc.
  - Band 1. Stuttgart: Schweizerbart 1836.
  - Band 2. Stuttgart: Schweizerbart 1836.
- Jakob Nöggerath; Joseph Burkart: Der Bau der Erdrinde nach dem heutigen Standpunkte der Geognosie. Bonn: Henry & Cohen, 1838.
- Gideon Mantell; Joseph Burkart; Jakob Nöggerath; G. F. Richardson: Die Phänomene der Geologie.
  - Band 1 und 2. Bonn: Henry und Cohen, 1839.
- Ueber die Erscheinungen bei dem Ausbruche des mexicanischen Feuerberges Jorullo im Jahre 1759. 1857.
- Ueber einem neuen Feuerausbruch in dem Gebirge von Real del monte in Mexico. 1857.
- Ueber die Gold- und Silberproduction der Bergwerke in Mexico im Allgemeinen und über die Silberproduction der Bergwerke am Cerro de Bote am Zacatecas in den Jahren 1846–1857. Berlin, 1858.
- Ueber die Fundorte der Mexikanischen Meteoreisen-Massen: als Nachtrag zu den frühern Angaben über diesen Gegenstand, unter Anschluss eines Berichts von Friedr. G. Weidner über das Magneteisenstein-Vorkommen an dem Cerro del Mercado bei Durango in Mexiko. 1858.
- Ueber den Bergwerksbetrieb in den Revieren von Pachuca und Real del monte in Mexico. Berlin, 1859.
- Józef Hecker; Martin Websky; Joseph Burkart; August Huyssen; G. Nauwerck: Ueber die Braunkohlen-Formerei und die Kohlen-Preß-Maschinen in und bei Halle. 1860.
- Die neuesten Berggesetze Spaniens und Portugals. Bonn: Georgi 1862.